# Tiêu chuẩn ổn định Routh–Hurwitz
Trong lý thuyết hệ thống điều khiển, tiêu chuẩn ổn định Routh-Hurwitz là một kiểm tra toán học là một điều kiện cần và đủ cho sự ổn định của một hệ thống điều khiển tuyến tính thời gian bất biến (LTI). Kiểm tra Routh là một thuật toán đệ quy hiệu quả mà nhà toán học người Anh Edward John Routh đề xuất vào năm 1876 để xác định xem tất cả các nghiệm của đa thức đặc trưng của một hệ thống tuyến tính có các phần thực âm hay không. Nhà toán học người Đức Adolf Hurwitz cũng độc lập đề xuất vào năm 1895 để sắp xếp các hệ số của đa thức thành một ma trận vuông, gọi là ma trận Hurwitz, và cho thấy rằng đa thức này là ổn định nếu và chỉ nếu dãy tất cả các định thức của các ma trận con chính của nó đều dương. Hai cách thức tiếp cận trên là tương đương nhau, với kiểm tra Routh cung cấp một cách hiệu quả hơn để tính toán các định thức Hurwitz so với tính toán chúng trực tiếp. Một đa thức thỏa mãn tiêu chuẩn Routh-Hurwitz được gọi là một đa thức Hurwitz.
Điều quan trọng của tiêu chuẩn này là các nghiệm p của phương trình đặc trưng của một hệ thống tuyến tính với các phần thực âm đại diện cho các nghiệm ept của hệ thống đó là ổn định (bị chặn). Vì thế tiêu chuẩn này cung cấp một cách để xác định xem các phương trình chuyển động của một hệ thống tuyến tính có lời giải nào ổn định không mà thôi, mà không cần phải giải hệ thống này một cách trực tiếp. Đối với các hệ thống rời rạc, các kiểm tra sự ổn định tương ứng có thể được thực hiện bởi tiêu chuẩn Schur-Cohn, kiểm tra Jury và các kiểm tra Bistritz. Với sự ra đời của máy vi tính, tiêu chuẩn này đã trở nên ít sử dụng rộng rãi, như một cách để thay thế việc giải đa thức bằng số học, lấy xấp xỉ nghiệm trực tiếp.
Kiểm tra Routh có thể được bắt nguồn bằng cách sử dụng giải thuật Euclid và định lý Sturm trong việc đánh giá chỉ số Cauchy. Hurwitz đưa ra các điều kiện của mình theo một cách khác.

## Sử dụng giải thuật Euclid
Tiêu chuẩn này liên quan đến định lý Routh-Hurwitz. Thật vậy, từ phát biểu của định lý này, chúng ta có {\displaystyle p-q=w(+\infty )-w(-\infty )} trong đó:
- p là số nghiệm của đa thức ƒ(z) với Phần Thực âm;
- q là số nghiệm của đa thức ƒ(z) với Phần Thực dương (nên nhớ rằng ƒ được cho là không có nghiệm nào nằm trên trục ảo);
- w(x) là số biến của chuỗi Sturm suy rộng đạt được từ {\displaystyle P_{0}(y)} và {\displaystyle P_{1}(y)} (bởi Giải thuật Euclidean nối tiếp) trong đó {\displaystyle f(iy)=P_{0}(y)+iP_{1}(y)} đại diện cho một số thực y.

Bằng định lý cơ bản của đại số, mỗi đa thức bậc n phải có n nghiệm trong mặt phẳng phức (ví dụ, cho một ƒ không có nghiệm nào nằm trên trục ảo, p + q = n). Do đó, ta có điều kiện là ƒ là một đa thức ổn định (Hurwitz) nếu và chỉ nếu p − q = n (chứng minh được đưa ra dưới đây). Sử dụng định lý Routh–Hurwitz, chúng ta có thể thay thế điều kiện trên p và q bởi một điều kiện trên chuỗi Sturm suy rộng, sẽ cho lần lượt cho một điều kiện trên cá hệ số của ƒ.

## Sử dụng ma trận
Cho f(z) là một đa thức phức. Chu trình này theo như sau:
1. Tính toán các đa thức {\displaystyle P_{0}(y)} và {\displaystyle P_{1}(y)} như{\displaystyle f(iy)=P_{0}(y)+iP_{1}(y)} trong đó y là một số thực.
2. Tính toán ma trận Sylvester liên quan đến {\displaystyle P_{0}(y)} và {\displaystyle P_{1}(y)}.
3. Sắp xếp lại mỗi hàng theo cách tương tự trong đó một hàng lẽ và hàng theo sau có cùng zero ở đầu.
4. Tính toán mỗi định thức con chính của ma trận đó.
5. Nếu ít nhất một trong số các định thức con đó là âm (hoặc zero), thì đa thức f là không ổn định.

### Ví dụ
- Cho {\displaystyle f(z)=az^{2}+bz+c} (để đơn giản chúng ta chỉ lấy các hệ số phần thực) trong đó {\displaystyle c\neq 0} (để tránh một nghiệm trong zero do đó ta có thể sử dụng định lý Routh–Hurwitz). Đầu tiên, ta phải tính các đa thức thực {\displaystyle P_{0}(y)} và{\displaystyle P_{1}(y)}:

{\displaystyle f(iy)=-ay^{2}+iby+c=P_{0}(y)+iP_{1}(y)=-ay^{2}+c+i(by).}
Tiếp theo, chúng ta phân chia các đa thức để có được chuỗi Sturm tổng quát:
- {\displaystyle P_{0}(y)=((-a/b)y)P_{1}(y)+c,} thu được{\displaystyle P_{2}(y)=-c,}
- {\displaystyle P_{1}(y)=((-b/c)y)P_{2}(y),} thu được{\displaystyle P_{3}(y)=0} và kết thúc bằng Giải thuật Euclid.

Chú ý rằng chúng ta phải giả sử b khác zero trong phép chia đầu tiên. Chuỗi Sturm tổng quát trong trường hợp này là 
{\displaystyle (P_{0}(y),P_{1}(y),P_{2}(y))=(c-ay^{2},by,-c)}. Đặt {\displaystyle y=+\infty }, dấu của {\displaystyle c-ay^{2}} ngược với dấu của a và dấu của by là dấu của b. Khi ta đặt {\displaystyle y=-\infty }, dấu của thành phần đầu tiên của chuỗi này lại trái dấu với a và dấu của by là trái dấu của b. Cuối cùng, -c luôn có dấu trái với c.
Giả sử rằng bây giờ f là ổn định Hurwitz. Nghĩa là{\displaystyle w(+\infty )-w(-\infty )=2} (bậc của f). Bởi các thuộc tính của hàm w, điều này giống với {\displaystyle w(+\infty )=2} và {\displaystyle w(-\infty )=0}. Do đó, a, b và c phải cùng dấu. Do đó ta phải tìm điều kiện cần của ổn định cho các đa thức bậc 2.

### Tiêu chuẩn Routh–Hurwitz cho các đa thức bậc hai, ba và bốn
Dưới đây, chúng ta giả sử rằng hệ số của bậc cao nhất (ví dụ. {\displaystyle a_{2}} trong một đa thức bậc hai) là dương. Nếu cần thiết,luôn luôn có thể đạt được điều này bằng cách nhân đa thức này với {\displaystyle -1}.
- Đối với một đa thức bậc hai, {\displaystyle P(s)=a_{2}s^{2}+a_{1}s+a_{0}=0}, tất cả các nghiệm là nằm trong mặt phẳng bên trái (và hệ thống này với phương trình đặc tính {\displaystyle P(s)} là ổn định) nếu tất cả các hệ số thỏa mãn {\displaystyle a_{n}>0}.
- Đối với một đa thức bậc ba{\displaystyle P(s)=a_{3}s^{3}+a_{2}s^{2}+a_{1}s+a_{0}=0}, tất cả các hệ số phải thỏa mãn  {\displaystyle a_{n}>0}, và {\displaystyle a_{2}a_{1}>a_{3}a_{0}}
- Đối với một đa thức bậc bốn {\displaystyle P(s)=a_{4}s^{4}+a_{3}s^{3}+a_{2}s^{2}+a_{1}s+a_{0}=0}, tất cả các hệ số phải thỏa mãn {\displaystyle a_{n}>0}, và {\displaystyle a_{3}a_{2}>a_{4}a_{1}} và {\displaystyle a_{3}a_{2}a_{1}>a_{4}a_{1}^{2}+a_{3}^{2}a_{0}} Nói chung tiêu chuẩn ổn định Routh phát biểu rằng tất cả các thành phần Cột đầu tiên của mảng Routh là cùng dấu.

Các hệ thống đáp ứng tiêu chí nêu trên được gọi là vòng lặp kín ổn định, nếu không chúng là không ổn định vì đổi dấu trong các thành phần cột đầu tiên.

### Ví dụ về bậc cao
Có thể sử dụng phương pháp bảng để xác định sự ổn định khi các nghiệm của một đa thức đặc tính bậc cao khó đạt được. Đối với đa thức bậc thứ n
- {\displaystyle D(s)=a_{n}s^{n}+a_{n-1}s^{n-1}+\cdots +a_{1}s+a_{0}}

bảng này có n + 1 hàng và có dạng sau:
| {\displaystyle a_{n}}   | {\displaystyle a_{n-2}} | {\displaystyle a_{n-4}} | {\displaystyle \dots }  |
| {\displaystyle a_{n-1}} | {\displaystyle a_{n-3}} | {\displaystyle a_{n-5}} | {\displaystyle \dots }  |
| {\displaystyle b_{1}}   | {\displaystyle b_{2}}   | {\displaystyle b_{3}}   | {\displaystyle \dots }  |
| {\displaystyle c_{1}}   | {\displaystyle c_{2}}   | {\displaystyle c_{3}}   | {\displaystyle \dots }  |
| {\displaystyle \vdots } | {\displaystyle \vdots } | {\displaystyle \vdots } | {\displaystyle \ddots } |

trong đó các thành phần {\displaystyle b_{i}} và {\displaystyle c_{i}} có thể được tính toán như sau:
- {\displaystyle b_{i}={\frac {a_{n-1}\times {a_{n-2i}}-a_{n}\times {a_{n-2i-1}}}{a_{n-1}}}.}
- {\displaystyle c_{i}={\frac {b_{1}\times {a_{n-2i-1}}-a_{n-1}\times {b_{i+1}}}{b_{1}}}.}

Khi hoàn thành, số dấu thay đổi trong cột đầu tiên sẽ là số các cực không-âm.
| 0.75 | 1.5 | 0 | 0 |
| -3   | 6   | 0 | 0 |
| 3    | 0   | 0 | 0 |
| 6    | 0   | 0 | 0 |

Trong cột đầu tiên, có hai lần đổi dấu (0.75 → −3, và −3 → 3), do đó có hai nghiệm không-âm trong đó hệ thống sẽ không ổn định.
Đôi khi sự hiện diện của các cực trên trục ảo tạo ra một trạng thái ổn định biên. Trong trường hợp này các hệ số của "Mảng Routh" trong toàn bộ một hàng trở thành zero và do đó đáp án xa hơn cho đa thức  này là tìm các lần đổi dấu là không thể. Thì cách tiếp cận khác sẽ được xem xét.  Hàng nằm trên hàng chứa các zero của đa thức này được gọi là "Đa thức Phụ".
- {\displaystyle s^{6}+2s^{5}+8s^{4}+12s^{3}+20s^{2}+16s+16=0.\,}

Chúng ta có bảng sau:
| 1 | 8  | 20 | 16 |
| 2 | 12 | 16 | 0  |
| 2 | 12 | 16 | 0  |
| 0 | 0  | 0  | 0  |

Trong trường hợp đa thức Phụ này là {\displaystyle A(s)=2s^{4}+12s^{2}+16.\,} một lần nữa lại bằng zero. Bước tiếp theo là đạo hàm phương trình ở trên để đạt được đa thức tiếp theo. {\displaystyle B(s)=8s^{3}+24s^{1}.\,}. Các hệ số của hàng chứa zero bây giờ trở thành "8" và "24". Chu trình mảng Routh được tiến hành sử dụng các giá trị này để đạt được hai điểm trên trục ảo. Hai điểm nằm trên trục ảo này là nguyên nhân chính gây ra độ ổn định biên.